# Aliceia okutanii
Aliceia okutanii is een slakkensoort uit de familie van de Raphitomidae. De wetenschappelijke naam van de soort is voor het eerst geldig gepubliceerd in 2007 door Sasaki & Warén.